# Eliminatoria Africana Sub-16 1989
La Eliminatoria Africana Sub-16 1989 contó con la participación de 21 selecciones infantiles de África que buscaban una de las 3 plazas que se le otorgaron al continente para la Copa Mundial de Fútbol Sub-17 de 1989.
Nigeria, Ghana y Guinea fueron quienes terminaron representando a África en el mundial de la categoría.

## Primera Ronda
| Equipo 1     | Agr.            | Equipo 2   | Ida   | Vuelta |
| ------------ | --------------- | ---------- | ----- | ------ |
| Túnez        | 0 – 2           | Marruecos  | 0 – 2 | 0 – 0  |
| Sierra Leona | 2 – 2 (p 3 – 4) | Guinea     | 2 – 0 | 0 – 2  |
| Argelia      | w/o             | Senegal    | –     | –      |
| Zambia       | w/o             | Lesoto     | –     | –      |
| Mauricio     | w/o             | Madagascar | –     | –      |
| Zaire        | w/o             | Kenia      | –     | –      |
| Gabón        | w/o             | Angola     | –     | –      |
| Camerún      | w/o             | Liberia    | –     | –      |
| Ghana        | w/o             | Togo       | –     | –      |

## Segunda Ronda
| Equipo 1        | Agr.      | Equipo 2  | Ida   | Vuelta |
| --------------- | --------- | --------- | ----- | ------ |
| Guinea          | 6 – 0     | Argelia   | 4 – 0 | 2 – 0  |
| Egipto          | 2 – 1     | Marruecos | 2 – 0 | 0 – 1  |
| Ghana           | 2 – 2 (a) | Camerún   | 1 – 0 | 1 – 2  |
| Nigeria         | 4 – 2     | Zaire     | 2 – 1 | 2 – 1  |
| Mauricio        | 1 – 14    | Zambia    | 1 – 5 | 0 – 9  |
| Costa de Marfil | w/o       | Gabón     | –     | –      |

## Tercera Ronda
| Equipo 1        | Agr.            | Equipo 2 | Ida   | Vuelta |
| --------------- | --------------- | -------- | ----- | ------ |
| Guinea          | 1 – 1 (p 4 – 3) | Egipto   | 1 – 0 | 0 – 1  |
| Nigeria         | 5 – 0           | Zambia   | 2 – 0 | 3 – 0  |
| Costa de Marfil | 1 – 3           | Ghana    | 1 – 1 | 0 – 2  |

## Clasificados al Mundial Sub-17
| - Ghana | - Guinea | - Nigeria |